# Martika
Marta Marrero, más conocida como Martika (Los Ángeles, California, 18 de mayo de 1969), es una cantante, compositora y actriz estadounidense.

## Biografía

### Infancia
Martika es hija de un matrimonio de cubanos (Oriundos, a su vez, de Canarias), que emigraron de la isla a Estados Unidos en 1959. Desde muy pequeña se sintió atraída por la música. Ya a los cuatro años, comenzó a tomar clases de canto y danza. Con 13 años  debutó como bailarina en el film “Annie” (1982), dirigido por John Huston. Antes había intervenido en numerosos programas de televisión, entre ellos “Kids Incorporated” (Versión infantil de “Fama” y versión estadounidense de "Chiquilladas").

## Inicios de su carrera musical
Sin embargo, fue un artista británico de personalidad extrovertida y ambigua, con un gran talento musical el que la hizo descubrir su verdadera vocación. "No estaba segura de lo que quería ser, entonces vi a Boy George y me dije: Eso voy a ser, una estrella del pop"-  declaró Martika. Con un poco de suerte, la CBS decidió ficharla con el objetivo de convertirla en una estrella al estilo de Madonna. Martika iba a ser el relevo de otras cantantes para adolescentes como Debbie Gibson y Tiffany.
Para su debut en 1988 escogieron el tema “More Than You Know”, que seguía los patrones de ese tipo de música: Alegre y pegadiza. Funcionó bien comercialmente y se situó en el número 20 de las listas de popularidad. La segunda canción, “Toy Soldiers” (Una sombría balada acerca del consumo y abuso de las drogas) fue un éxito. En el verano de 1989 encabezó durante dos semanas la lista Billboard de Estados Unidos y debido a su impactante éxito, fue grabada en español y japonés. El terreno estaba preparado para el lanzamiento de su primer disco, “Martika” (1989), que vendió más de tres millones de copias en todo el mundo.
Tras ese buen despegue como cantante, volvió a intentarlo de nuevo con la interpretación en la serie de televisión “Wiseguy, el astuto” (1990), junto a Steven Bauer. Ahí interpretó a Dhalia Mendez, una cantante de jazz que es brutalmente asesinada (participó en 4 capítulos).

### Martika's Kitchen
En su segundo disco, disfrutó de la inmensa suerte de convertirse en una de las llamadas "Protegidas de Prince". El talentoso músico le compuso una de las canciones, “Martika's Kitchen” y firmó junto a ella otras tres: "Spirit", “Love… Thy Will Be Done” y “Don't Say U Love Me”. Sin embargo, comercialmente, “Martika's Kitchen” (1991) fue un fracaso al vender poco más de un millón de copias en todo el mundo, aunque algunos de los temas sonaron mucho en las emisoras de radio. En ese mismo año participa en el Festival Internacional de la Canción de Viña del Mar, certamen realizado en Chile.
Asimismo y al igual que el disco anterior, se vendió mejor en el extranjero. Después de eso, su nombre se fue desvaneciendo hasta caer en el olvido.

### Proyectos posteriores
Durante estos años, Martika ha escrito canciones para algunas películas y ha colaborado con solistas y grupos como: Luis Miguel, María Conchita Alonso, Los Amigos Invisibles, The Conga Club y C&C Music Factory. Durante la explosión latina que se inició con el éxito de Ricky Martin, trató de reencauzar su carrera, pero ninguna de las compañías discográficas se animó a apostar por ella.
En el año 2003, unió fuerzas con su esposo, Michael Mozart, y formó la banda “Oppera”. Editaron su primer disco, “Violince”, en 2004, en la línea del pop gótico, siendo un rotundo fracaso comercial. En el mismo 2004, el rapero Eminem utiliza un sample de su canción Toy Soldiers para el tema Like Toy Soldiers. 
En el año 2009, cambió su nombre a Vida Edit, el cual utiliza en los créditos de su serie independiente llamada J8ded. La misma relata dos historias paralelas que están entrelazadas por el hecho de que David y Clarke son gemelos. Lolly y David (Vida "Martika" Edit y Michael Daemon) son los integrantes de J8DED un dúo famoso en el Reino Unido.
En octubre de 2011 Martika dejó de usar el nombre artístico de Vida Edit y puso en marcha una nueva web. Comenzó a subir blogs de vídeo, prometiendo un próximo álbum. En noviembre de 2011,  anunció que sería lanzado a principios de 2012 y consistiría principalmente en música house y dance, titulado "The Mirror Ball". Luego, anunció el primer sencillo, "Flow With the Go". El lanzamiento se retrasó por razones personales. El 1 de octubre de 2012, su gira por Australia fue cancelada. En 2014 se presentó en Chile junto a Rick Astley y Debbie Gibson.

## Discografía
- 1989 - Martika
- 1990 - Como soldados de juguete
- 1991 - Martika's Kitchen
- 1997 - The Best of Martika:More than you know
- 1998 - I feel the Earth Move
- 2004 - Violince (con el grupo "Oppera")
- 2005 - Toy Soldiers: The Best of Martika
- 2005 - Love ... thy will be done (compilado)
- 2005 - Oppera (con el grupo "Oppera")